# 真山神社
真山神社（しんざんじんじゃ）は、秋田県男鹿市北浦字真山にある神社。江戸時代は秋田六郡三十三観音霊場の27番札所として赤神山光飯寺があったが、明治の廃仏毀釈運動で真山神社となった。

## 由緒

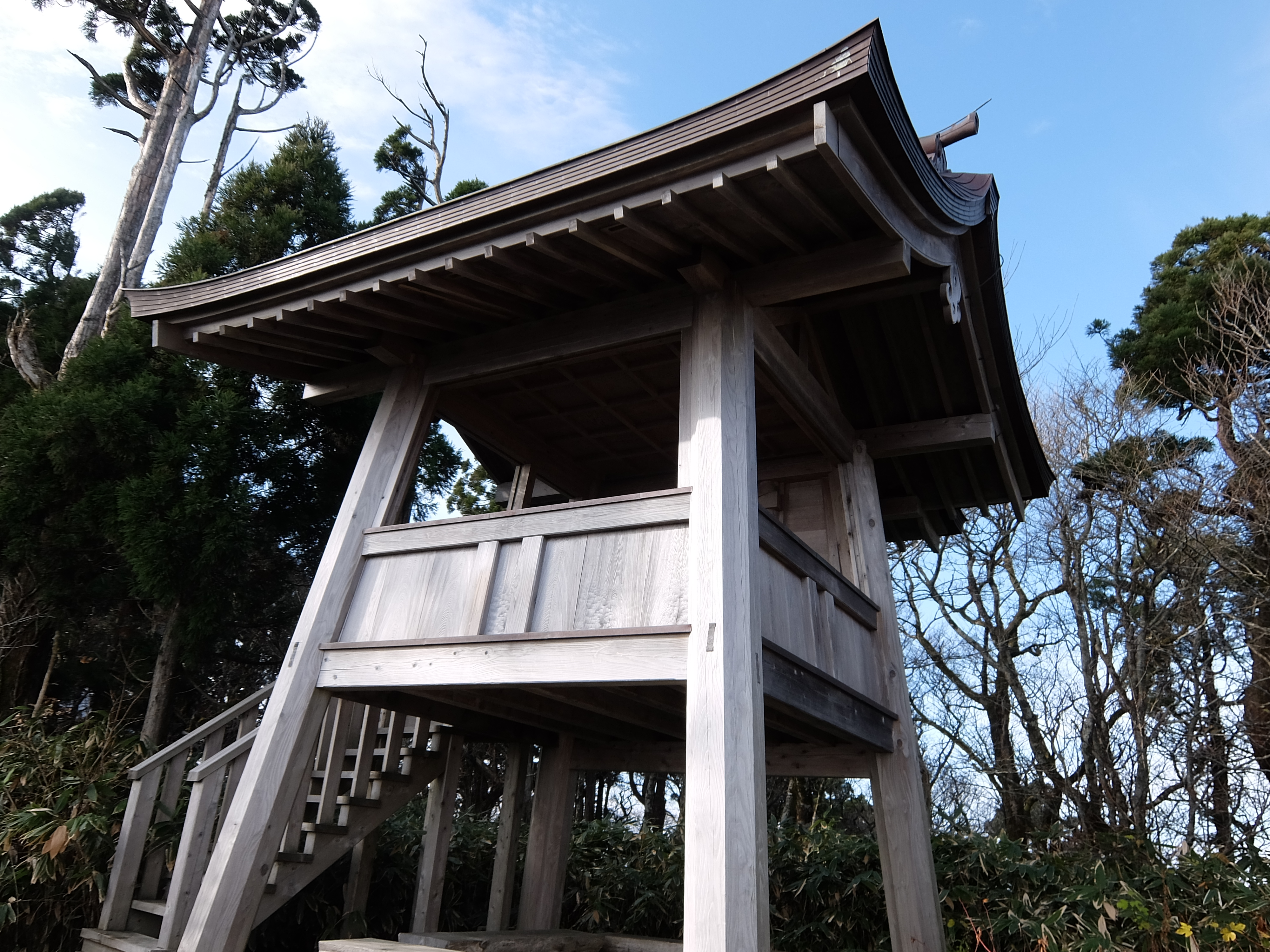
真山奥宮

社伝によれば、景行天皇の御代、武内宿禰が北陸地方諸国視察のため男鹿半島へ下向の折、涌出山（わきいでやま、現在の男鹿真山・男鹿本山）に登り使命達成と国土安泰・武運長久を祈願して瓊瓊杵命・武甕槌命を祀ったのが始源とされる。平安時代以降仏教の伝播が男鹿へも至り、貞観年中には慈覚大師によって涌出山を二分し、北を真山、南は本山としたと伝えられる。以来修験の信仰が昂り、天台僧徒によって比叡山延暦寺守護神の赤山明神と習合された。南北朝時代には真山別当光飯寺は真言宗に転じ、支配も東北豪族の安部氏・清原氏・藤原氏と移りながらも、その庇護のもとに修験霊場として一山繁栄を誇った。江戸時代には国内十二社に指定され、佐竹候の祈願所として数々の寄進崇敬とともに、幾多の堂塔伽藍が営まれてきた。明治維新後は神仏分離令によって元の神域に復し、名も赤神神社から真山神社と改められた。1881年（明治14年）には県社に列格され、ますます深厳な境内を維持してきた。
1991年（平成3年）9月、台風による烈風で多くの老杉が倒れて甚大な被害を受けるも、七年間の復興事業で境内整備が完工した。本殿は今なお真山山頂に鎮座している。
あるいは、景行天皇の時代、武内宿禰が東征して男鹿に下着、湧出山(男鹿真山)に登りニニギノを祀る。その後、嫡孫の武内弥真唯が東征のため下向、湧出山に立てこもる。このとき、藤の花を取ってたむけたので、湧出山を花取山とも言う。別説には祭神はイザナギで、景行天皇の時金野小鹿が草創したという。
近世の別当は真言宗遍照院光飯寺、社家は竹内氏。明治初頭に別当寺は復飾し、社家は継続した。その際、真山赤神神社を真山神社と改める。
秋田真山神社の総本社である。井川町北川尻の真山神社や秋田市上新城五十丁の真山神社もこの神社の系列神社である。また、新山神社や深山神社との関連も考えられる。『秋田家文書』では新山とある。

## 男鹿真山神社の榧

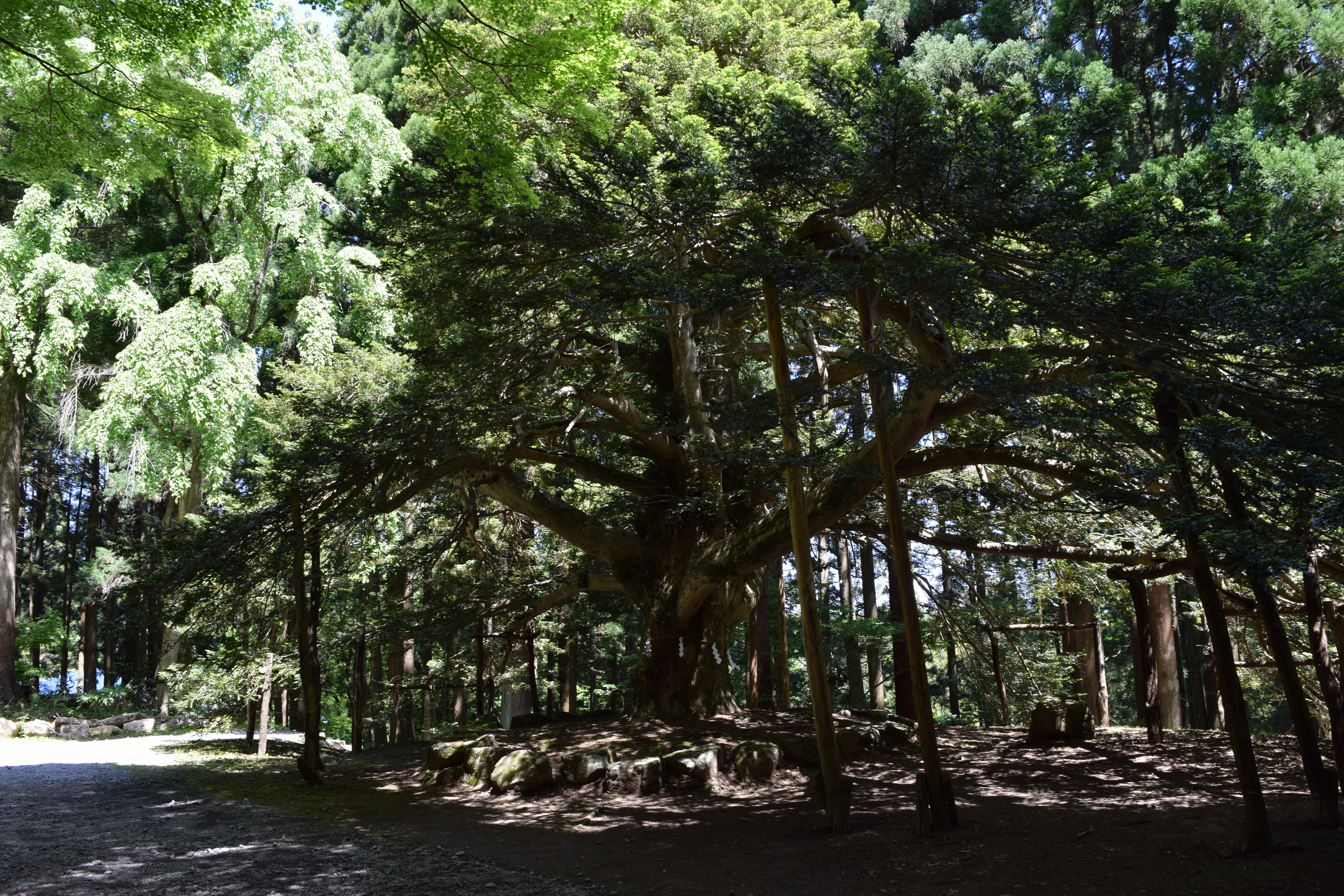
男鹿真山神社の榧

1954年3月7日には榧の木が秋田県指定天然記念物に、2014年3月25日には五社殿及び宮殿が秋田県指定有形文化財に指定されている。円仁が手植えをしたと伝わっており、樹齢千百年余。根本の周囲4m、樹高11m。

## 柴灯祭
本社の特異神事として柴灯祭（せどまつり）がある。正月3日の夕刻境内に柴灯を焚き、この火によってあぶられた大餅をお山に鎮座する神に献じて、その年の村内安全、五穀豊穣、大漁満足、悪疫除去を祈る祭儀である。なまはげはこの神の使者「神鬼」の化身と言われ、長治年間より行われてきた。
また、毎年2月の第二金曜日・第二土曜日・第二日曜日には「なまはげ柴灯祭り」として真山神社を会場に開催される。この時神鬼に献じられる餅は護摩餅(ごまのもち)と称され、災難除去の護摩符として氏子参拝者に領賜される。冬の五大雪祭りの一つとしても知られている。

## 五社殿

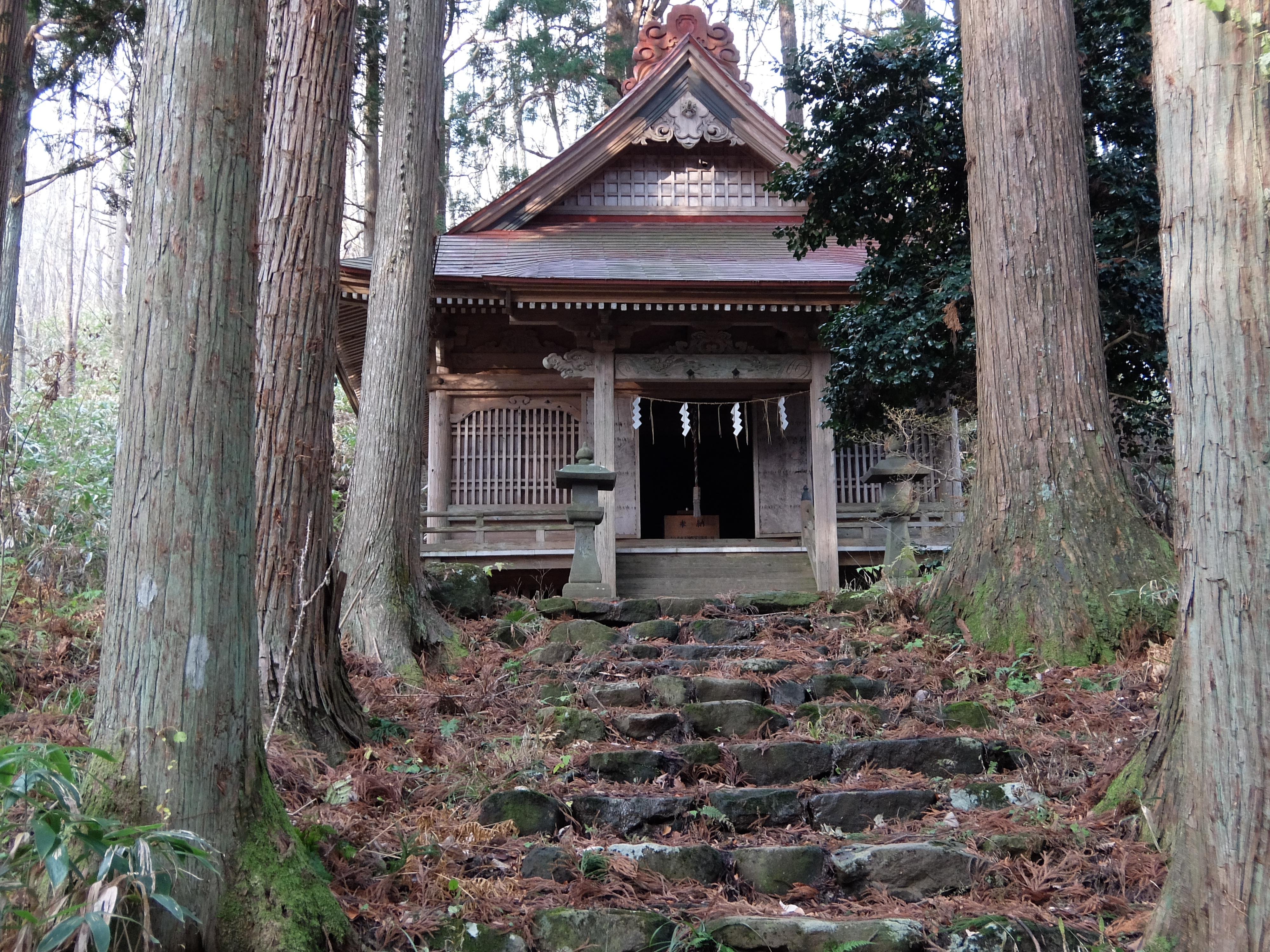
真山神社 五社殿

五社殿は、昔は五つの社であったが、火災で焼けたため現在の地に一つの社として新築した。
大きさは正面が3間、側面も3間の正方形で、入母屋造りと言われる建築である。内部は、宮殿のある「内内陣（ないないじん）」と呼ばれる室、「内陣」と「外陣（げじん）」とよばれる三室からなっている。また宮殿は杉材からできており、格狭間のある須弥壇に安置されている。
建物を飾る木鼻などの彫刻は、江戸時代後期の特色を表しており、その頃に建てられたものと考えられている。建物の内部には、1804年を最古とする落書きが残っている。
この中には、日本海を航行した各国の船乗り達が参拝した記録もあり、当時の赤神山の信仰を知る上で貴重な資料となっている。

## 映画
- 『風が通り抜ける道』（田中壱征監督作品）沖縄県後援、カンヌ国際映画祭2023年 披露上映作品、沖縄国際映画祭2023年 正式出品作品、一般劇場公開2024年（イオンエンターテイメント）